# Alex Lohoré
Alex Lohoré (ur. 19 grudnia 1989 w Paryżu) – francuski zawodnik mieszanych sztuk walki (MMA). W latach 2017-2018 mistrz brytyjskiej organizacji BAMMA w wadze półśredniej. Walczył m.in. dla takich organizacji jak: Bellator MMA, Cage Warriors, Oktagon MMA czy Brave CF. Od 2024 związany także z polską organizacją KSW.

## Osiągnięcia

### Mieszane sztuki walki
- Too Much Talent MMA
  - 2015: mistrz Too Much Talent MMA w wadze półśredniej[6].
- UCMMA(inne języki)
  - 2016: mistrz UCMMA(inne języki) w wadze półśredniej[7].
- FightStar Championship
  - 2016: mistrz FightStar Championship w wadze półśredniej[8].
- BAMMA
  - 2017-2018: mistrz BAMMA w wadze półśredniej[2][3].

## Lista zawodowych walk w MMA
| Wynik     | Bilans | Przeciwnik (bilans przed walką) | Rozstrzygnięcie                                              | Runda | Czas | Rozgrywki                             | Data       | Miejsce    | Uwagi                                                                                  |
| --------- | ------ | ------------------------------- | ------------------------------------------------------------ | ----- | ---- | ------------------------------------- | ---------- | ---------- | -------------------------------------------------------------------------------------- |
| Wygrana   | 26-11  | Mansur Abdurzakow (11-5)        | TKO (ciosy pięściami)                                        | 3     | 4:37 | Brave CF 94                           | 17.05.2025 | Genewa     |                                                                                        |
| Przegrana | 25-11  | Artur Szczepaniak (11-3)        | KO (wysokie kopnięcie na głowę i ciosy pięściami w parterze) | 2     | 0:54 | XTB KSW 101: Le Classique             | 20.12.2024 | Nanterre   | Debiut w KSW. Limit umowny -79 kg.                                                     |
| Wygrana   | 25-10  | Jivko Stoimenov (14-6)          | TKO (ciosy pięściami)                                        | 1     | 4:03 | Brave CF 86                           | 24.08.2024 | Burgas     | Co-Main Event                                                                          |
| Wygrana   | 24-10  | Marcin Bandel (22-8-1)          | TKO (ciosy pięściami w parterze)                             | 1     | 1:20 | Brave CF 83                           | 25.05.2024 | Alkmaar    | Main Event                                                                             |
| Przegrana | 23-10  | Ion Surdu (13-5)                | TKO (prawy hak)                                              | 1     | 4:10 | Oktagon 48: Aby vs. Garcia            | 04.11.2023 | Manchester |                                                                                        |
| Przegrana | 23-9   | David Kozma (31-12)             | Decyzja (jednogłośna)                                        | 3     | 5:00 | Oktagon 43: Kincl vs. Vémola 2        | 20.05.2023 | Praga      | Ćwierćfinał turnieju Oktagon Tipsport Gamechanger w wadze półśredniej. Co-Main Event   |
| Wygrana   | 23-8   | Samuel Krištofič (16-4)         | Decyzja (jednogłośna)                                        | 3     | 5:00 | Oktagon 40: Tipsport Gamechanger      | 04.03.2023 | Ostrawa    | Co-Main Event                                                                          |
| Wygrana   | 22-8   | Matúš Juráček (9-2)             | KO (prawy sierpowy)                                          | 3     | 0:16 | Oktagon 38: Macek vs. Lopez           | 30.12.2022 | Praga      | Powrót do wagi półśredniej.                                                            |
| Przegrana | 21-8   | Patrik Kincl (25-10. 1NC)       | TKO (ciosy pięściami)                                        | 1     | 1:54 | Oktagon 35: Kincl vs. Lohoré          | 17.09.2022 | Brno       | Pojedynek o pas mistrzowski Oktagon MMA w wadze średniej. Main Event                   |
| Wygrana   | 21-7   | Zdenek Polivka (7-4)            | TKO (ciosy pięściami)                                        | 1     | 3:25 | Oktagon 31: Krištofič vs. Kincl       | 26.02.2022 | Praga      | Walka w wadze średniej.                                                                |
| Wygrana   | 20-7   | Tato Primera (17-9)             | Decyzja (jednogłośna)                                        | 3     | 5:00 | Oktagon 22: Vémola vs. Ďatelinka      | 27.03.2021 | Brno       | Pojedynek w wadze półśredniej.                                                         |
| Przegrana | 19-7   | Leandro Silva (24-8-1)          | Decyzja (niejednogłośna)                                     | 3     | 5:00 | Oktagon 21: Paradeiser vs. Buchinger  | 30.01.2021 | Brno       | Limit umowny -80 kg. Co-Main Event                                                     |
| Przegrana | 19-6   | Karlos Vémola (29-6)            | Decyzja (jednogłośna)                                        | 5     | 5:00 | Oktagon 20: Vémola vs. Lohoré         | 30.12.2020 | Brno       | Pojedynek o pas mistrzowski Oktagon MMA w wadze średniej. Main Event                   |
| Wygrana   | 19-5   | Anderson Gonçalves (12-3)       | Poddanie (duszenie zza pleców)                               | 3     | 0:32 | Probellum: Dubai - Lazzez vs. Murati  | 07.02.2020 | Dubaj      | Debiut w wadze średniej. Co-Main Event                                                 |
| Przegrana | 18-5   | Joilton Lutterbach (30-8)       | TKO (ciosy pięściami)                                        | 1     | 0:27 | Cage Warriors 111                     | 22.11.2019 | Londyn     |                                                                                        |
| Wygrana   | 18-4   | Aaron Khalid (9-4-1)            | Poddanie (duszenie gilotynowe)                               | 2     | 4:26 | Cage Warriors 106: Night of Champions | 29.06.2019 | Londyn     |                                                                                        |
| Przegrana | 17-4   | Nicolas Dalby (16-3-1)          | TKO (ciosy pięściami)                                        | 4     | 1:47 | Cage Warriors 103                     | 09.03.2019 | Kopenhaga  | Pojedynek o tymczasowy pas mistrzowski Cage Warriors w wadze półsredniej. Main Event   |
| Wygrana   | 17-3   | Tim Barnett (5-1-1)             | TKO (ciosy pięściami)                                        | 1     | 3:41 | Cage Warriors 100                     | 08.12.2018 | Cardiff    |                                                                                        |
| Wygrana   | 16-3   | Sam Boult (11-3)                | TKO (ciosy pięściami)                                        | 2     | 3:18 | Cage Warriors 98                      | 20.10.2018 | Birmingham | Debiut w Cage Warriors.                                                                |
| Wygrana   | 15-3   | Olli Santalahti (8-1)           | Decyzja (jednogłośna)                                        | 3     | 5:00 | CAGE 44                               | 08.09.2018 | Helsinki   |                                                                                        |
| Przegrana | 14-3   | Ion Pascu (17-8)                | Decyzja (jednogłośna)                                        | 3     | 5:00 | BAMMA 35: Lohore Vs. Pascu            | 12.05.2018 | Dublin     | Main Event.                                                                            |
| Przegrana | 14-2   | Terry Brazier (8-1)             | Decyzja (niejednogłośna)                                     | 3     | 5:00 | BAMMA 34: Lohore vs. Brazier          | 09.03.2018 | Londyn     | Stracił pas mistrzowski BAMMA w wadze półśredniej. Main Event.                         |
| Wygrana   | 14-1   | Richard Kiely (2-0)             | Poddanie (balacha na kolano)                                 | 1     | 4:25 | BAMMA 32: Dublin                      | 10.11.2017 | Dublin     | Obronił pas mistrzowski BAMMA w wadze półśredniej. Main Event.                         |
| Wygrana   | 13-1   | Nathan Jones (11-5)             | KO (kolano)                                                  | 1     | 4:13 | BAMMA 31: Jones Vs. Lohore            | 15.09.2017 | Londyn     | Debiut w BAMMA. Zdobył wakujący pas mistrzowski BAMMA w wadze półśredniej. Main Event. |
| Wygrana   | 12-1   | Dan Vinni (20-14-1)             | KO (ciosy pięściami)                                         | 2     | 0:56 | Bellator 179: Daley vs. MacDonald     | 19.05.2017 | Londyn     |                                                                                        |
| Wygrana   | 11-1   | Colin Fletcher (13-7)           | Poddanie (duszenie zza pleców)                               | 2     | 2:42 | Bellator 173: McGeary vs. McDermott   | 24.02.2017 | Belfast    | Debiut w Bellator MMA.                                                                 |
| Wygrana   | 10-1   | Harry Marple (4-1)              | Poddanie (duszenie gilotynowe)                               | 1     | 2:55 | FightStar Championship 8              | 10.12.2016 | Londyn     | Zdobył wakujący pas mistrzowski FightStar Championship w wadze półsredniej. Main Event |
| Wygrana   | 9-1    | Josh Collins (8-1)              | Decyzja (jednogłośna)                                        | 3     | 5:00 | UCMMA 48                              | 03.09.2016 | Londyn     | Zdobył wakujący pas mistrzowski UCMMA w wadze półsredniej. co-Main Event               |
| Wygrana   | 8-1    | Tom Wincott (2-0)               | Decyzja (jednogłośna)                                        | 3     | 5:00 | UCMMA 47                              | 07.05.2016 | Londyn     |                                                                                        |
| Wygrana   | 7-1    | Martyn Harris (2-1)             | TKO (wycofanie się z walki)                                  | 1     | 4:59 | UCMMA 46                              | 06.02.2016 | Londyn     |                                                                                        |
| Wygrana   | 6-1    | Martin Hudson (3-0)             | TKO (przerwanie przez sędziego)                              | 1     | 4:05 | Too Much Talent MMA 6                 | 28.11.2015 | Chertsey   | Zdobył wakujący pas mistrzowski Too Much Talent MMA w wadze półsredniej. Main Event    |
| Wygrana   | 5-1    | Tommy Gunn (2-2)                | Poddanie (duszenie gilotynowe)                               | 1     | 4:19 | UCMMA 45                              | 07.11.2015 | Londyn     |                                                                                        |
| Przegrana | 4-1    | Carl Booth (2-1)                | TKO (ciosy pięściami)                                        | 1     | 0:38 | ROC 1                                 | 17.10.2015 | Romford    |                                                                                        |
| Wygrana   | 4-0    | Darrel Feild (0-0)              | TKO (ciosy pięściami)                                        | 1     | 0:11 | UCMMA 44                              | 05.09.2015 | Londyn     |                                                                                        |
| Wygrana   | 3-0    | Brendan Morgan (0-0)            | TKO (ciosy pięściami)                                        | 1     | 1:22 | Fury MMA 14                           | 08.03.2015 | Londyn     |                                                                                        |
| Wygrana   | 2-0    | Aaron Brett (2-2)               | TKO (ciosy pięściami)                                        | 3     | 1:05 | UCMMA 42                              | 07.02.2015 | Londyn     |                                                                                        |
| Wygrana   | 1-0    | Andrew Thalic (0-1)             | Poddanie (duszenie zza pleców)                               | 1     | 1:53 | Fury MMA 12                           | 08.12.2014 | Londyn     | Debiut w zawodowym MMA.                                                                |

## Życie prywatne
Urodził się w Paryżu we Francji, jednak od 2005 roku mieszka Londynie w Anglii. Jest ojcem czwórki dzieci.